# François-Henri-Joseph Castil-Blaze
François-Henri-Joseph Castil-Blaze, född 1 december 1784 och död 11 december 1857, var en fransk tonsättare och musikskriftställare. Han var far till Henri Blaze.
Castil-Blaze var musikkritiker vid Revue de Paris och Journal des débats, och är mest känd genom sina musikhistoriska skrifter, De l'opéra en France (2 band, 1821), Dictionnaire de musique moderne (2 band, 1821), Chapelle-musique des rois de France (1832), dessutom genom ett verk om dansens historia 1832, Molière musicien (2 band, 1852), samt Théâtres lyriques de Paris (3 band 1847-56).